# Rebel Heart (album de Madonna)
Pour les articles homonymes, voir Rebel Heart.
Albums de Madonna
MDNA World Tour
(2013) Rebel Heart Tour
(2017)
Singles
1. Living for Love
Sortie : 20 décembre 2014
2. Ghosttown
Sortie : 13 mars 2015
3. Bitch I'm Madonna
Sortie : 17 juin 2015

Rebel Heart est le treizième album studio de la chanteuse américaine Madonna, sorti le 6 mars 2015 sous les labels Interscope Records et Live Nation. Après une vague de fuites du contenu de l’album sur Internet, dont treize maquettes en décembre 2014, la parution de l’opus est restée bloquée jusqu’en mars 2015, et six de ses morceaux ont été officiellement distribués sur iTunes le 20 décembre 2014. Ce même jour, Living for Love a été publié en tant que premier single. Madonna a co-produit et co-écrit l'album avec l'aide de divers musiciens, comme Diplo, Avicii ou Kanye West. Musicalement, Rebel Heart est un album pop, qui fusionne avec divers styles musicaux comme la house, le trap et la reggae, ainsi que de l'usage de guitares acoustiques et du gospel.
Pour promouvoir l'album, Madonna a donné des prestations à la télévision et lors d’événements musicaux comme lors de la 57e cérémonie des Grammy Awards et des Brit Awards. Living For Love et Ghosttown, les deux premiers singles issus de l'album, ont tous deux reçu des critiques élogieuses, tout comme l'album lui-même, souvent qualifié comme étant « le meilleur album de Madonna depuis une dizaine d'années »,. Classé no 2 au Billboard 200 aux États-Unis et en Angleterre, il a atteint la 1re place dans quatorze pays, dont l'Australie, le Canada, l'Allemagne, l'Italie et l'Espagne. 
Une nouvelle tournée mondiale, le Rebel Heart Tour, devait initialement débuter le 29 août 2015 à Miami. Cependant, Madonna déclara à l'époque que le spectacle n'était pas encore bien au point et qu'elle voulait que tout soit parfait pour ses fans. Le Rebel Heart Tour démarra donc le 9 septembre 2015 à Montréal.

## Genèse
En 2012, pour la promotion de son album MDNA, Madonna a parcouru l'Europe, les Amériques et le Moyen-Orient avec la tournée The MDNA Tour, durant lequel elle a provoqué de nombreuses controverses, dont certaines qui lui ont valu des poursuites judiciaires. Pendant ses concerts, elle a observé de nombreux événements qui l'ont choqué et qu'elle a considéré comme « injustes », comme l'emprisonnement de Ioulia Tymochenko et des Pussy Riot, la violation des droits des homosexuels en Russie ou la tentative d'assassinat contre Malala Yousafzai. En septembre 2013, elle propose un court-métrage, secretprojectrevolution, coréalisé avec son collaborateur de longue date Steven Klein, pour défendre les droits de l'homme et lance en parallèle une initiative, Art for Freedom, qui promeut la liberté d'expression.
Dans le même temps, des rumeurs ont commencé à circuler quant-à une collaboration entre Madonna et la chanteuse britannique Adele pour enregistrer un album composé de ballades, rumeurs rapidement infirmées par le quotidien The Guardian. Guy Oseary, son manager, a déclaré en janvier 2014 que Madonna était « impatiente de se mettre au travail » et lors de l'inauguration du centre de fitness Hard Candy à Toronto le mois suivant, Madonna a confirmé être en discussions « avec plusieurs producteurs pour savoir où je veux aller musicalement parlant ». Dans une interview pour le magazine italien L'Uomo Vogue, elle annonce que les thèmes abordés dans son album seront liés à son initiative Art for Freedom, principalement car elle le « doit » : « il n'y a pas de retour en arrière possible désormais. C'est mon rôle en tant qu'artiste, de par ma place dans le monde. J'ai une voix qui porte et je dois m'en servir. ». Diplo, Natalia Kills et Ryan Tedder sont annoncés comme compositeurs et producteurs potentiels.
Le 19 janvier 2015, la tracklist de l'album est révélée sur Internet. Avec 23 titres originaux dans sa version Super Deluxe, il détrône MDNA et devient l'album studio de Madonna qui comporte le plus de chansons. Comme de coutume chez Madonna depuis Music, le livret de l'album ne comporte pas les paroles, mais pour la première fois, les crédits sont également absents. Le public est invité à se rendre sur le site officiel de la chanteuse pour trouver ces informations. Les chansons Queen et Auto-Tune Baby sont annoncés sur l'édition Super Deluxe, mais elles seront finalement remplacées par deux remixes. Si Auto-Tune Baby figure sur les éditions allemandes de l'album, Queen n'a jamais été révélée. La liste correcte des pistes et les crédits ne seront publiés que le 21 juin 2015.

## Titre et thèmes
Sur le plan thématique, Caryn Ganz du magazine Rolling Stone a estimé que l’album est concentré sur deux sujets : écouter son cœur et se poser en révolutionnaire. Madonna a expliqué que ces concepts n’étaient pas son inspiration initiale, mais ont vu le jour au cours des sessions avec Avicii. Un des musiciens présents a exploré une approche optimiste de la composition des chansons, tandis que l’autre équipe a choisi des accords plus sombres. Madonna a observé que deux thèmes distincts ont émergé de manière organique et a ressenti le besoin d’exprimer cela. Ainsi, l’album a été intitulé Rebel Heart car il traite de deux façades différentes de la chanteuse : son côté frondeur et renégat, ainsi que son côté romantique. Madonna voulait enregistrer un double album avec plusieurs parties représentant ces façades. Lors d’une entrevue pour NRJ, elle a expliqué que Rebel Heart pourrait être à la fois autobiographique et fictionnel car lors de l’écriture des chansons, elle a mélangé deux de ses propres expériences ainsi que des récits imaginaires. La musique qui en résulte découle de l’art et de la vie, phénomène que Madonna a décrit comme « canalisant l’information de sorte qu’elle devienne une expérience personnelle, ou des expériences personnelles d’autres personnes et j’ai mis tout cela ensemble pour raconter une histoire ». Le titre est également fondé sur une conviction de Madonna qui pense que les artistes populaires ne sont pas encouragés ou incités à être des « rebelles », à prendre des risques ou à parler à haute voix. Ainsi, elle voulait attirer l’attention sur ce fait. Cependant, Madonna a également compris l’importance de disposer l’amour dans la nature rebelle, ici en ajoutant le mot « Heart » au mot « Rebel »
Pendant la phase de développement de l’album, elle était plus à l’aise pour exprimer ses idées devant quelques personnes, comparant ceci au fait d’« écrire dans son journal intime devant quelqu’un et de le lire à haute voix... C’était presque comme un exercice théâtral, me placer dans une pièce et laisser mes idées circuler même si je ne me sentais pas si étroitement liée aux gens présents ». De nouvelles sources d’inspiration pour l’album sont arrivées au cours de l’exploration d’autres cultures et de leur art, ainsi que de la littérature et de la culture musicale de Madonna, dont les chansons font référence. Elle a estimé que les morceaux devaient être singuliers et pourraient incorporer une production minimaliste, de sorte que l’on puisse les chanter avec une guitare uniquement. Madonna a également demandé l’aide de sa fille Lourdes et de son fils Rocco, en tant qu’A&Rs. Ils fréquentaient des boîtes de nuit et ont pu lui apporter des nouvelles sur les chansons et artistes à la mode.

## Promotion
En mai 2014, le photographe Mert Alas, qui avait déjà collaboré avec Madonna au cours de l’ère MDNA, a indiqué sur sa page Instagram qu’il avait pu écouter l’album. Ceci a fait naître des rumeurs dans les médias clamant qu’il était achevé. Toutefois, le magazine  Billboard a réfuté les allégations, ajoutant que leurs sources internes ont confirmé qu’il était encore incomplet et que Madonna était toujours en train de l’enregistrer à Los Angeles. Billboard a également partagé un extrait de cinquante secondes d’une musique instrumentale, tout en déclarant de manière énigmatiquement que son auteur restait anonyme, décrivant cette personne comme étant une « légende métamorphe de la scène dance ». Les médias ont revendiqué que cet artiste était Madonna, en raison du fait que Billboard avait précisé dans l’article qu’« [ils] ont prêté serment de garder secrète l’identité exacte de l’auteur ». Il a finalement été révélé que cet extrait était issu de la chanson We Are Superstars du disc jockey néerlandais Sander Kleinenberg et que tout cela n’avait aucun lien avec Madonna.
Guy Oseary, manager de la chanteuse, a confirmé à Billboard que Madonna était intéressée quant à une parution de l’album en 2015. Cependant, le 28 novembre 2014, deux chansons ont été divulguées sur Internet. Intitulés Rebel Heart et Wash All Over Me, les morceaux ont immédiatement été interdits au partage, après l’envoi d’un message d’Oseary sur Twitter, demandant de l’aide pour trouver la source de ces fuites,. Le 17 décembre 2014, un total de treize chansons ont été divulguées, avec une fausse pochette suggérant que l’album s’intitulerait Iconic et des chansons telles que Messiah, Revolution ou encore Bitch, I Am Madonna. Agacée, Madonna s’est servie de son compte Instagram pour clarifier le fait que ces chansons étaient des maquettes extraites d’enregistrements antérieurs. Elle a comparé la fuite à un « viol artistique », ajoutant le message « Merci de ne pas écouter. Merci de votre fidélité ! Merci d’attendre. Ces fuites sont des maquettes enregistrées il y a longtemps, dont la moitié ne seront même pas sur mon album ». Madonna a précisé que la sortie prématurée de l’album inachevé était une « forme de terrorisme » via son compte Instagram. Alors que certains fans étaient d’accord avec l’artiste, elle a également été critiquée pour avoir utilisé le terme d’« acte que terrorisme »[pas clair], notamment dans la foulée du massacre de l'école militaire de Peshawar et de la prise d'otages de Sydney.
Le 20 décembre 2014, la pré-commande de l’album sur iTunes a été mise en place. Au moment de la commande, six chansons sont automatiquement téléchargées. Madonna a déclaré peu de temps après cette annonce que les chansons étaient censés être des « cadeaux de Noël en avance ». En plus de cette offre, de nouvelles chansons seront disponibles à la commande le 9 février 2015, suivi par la parution finale de l’opus le 10 mars 2015. À l’origine, Living for Love devait être le premier single, dont la sortie était prévue pour le jour de la Saint-Valentin, précédant une parution de l’album pour le printemps de la même année. Néanmoins, en raison des diverses fuites, la date de sortie a dû être changée. Elle a poursuivi en disant qu’elle « aurait préféré que [ses] fans puissent écouter les versions complètes de certaines chansons plutôt que des titres incomplets en circulation permanente ». La sortie de l'album a été comparée à la parution surprise de l’album de Beyoncé du même nom en 2013. Le quotidien The Guardian l’a d’ailleurs qualifiée de « Beyoncé partielle ».
La promotion de l'album commence avec une interprétation de Living for Love aux Grammy Awards puis aux BRIT Awards, à une semaine d'intervalle. Du 17 au 20 mars 2015, Ellen DeGeneres organise une semaine spéciale Madonna (Madonna Week) dans son émission. La chanteuse y interprète trois chansons de l'album : Living for Love, Joan of Arc et Ghosttown. Elle enregistre également une vidéo humoristique en duo avec l'animatrice, dans laquelle les deux femmes interprètent Dress You Up. Le 29 mars, Madonna se rend à la deuxième cérémonie des iHeartRadio Music Awards pour interpréter Ghosttown accompagnée à la guitare par Taylor Swift. Le 9 avril, Madonna et Diplo prennent possession du plateau du Tonight Show avec Bitch I'm Madonna. Avec l'animateur Jimmy Fallon et le groupe The Roots, la chanteuse offre également une version inédite de Holiday.

## Réception

### Réception commerciale
Ventes mondiales : 1 500 000

## Liste des pistes
| Rebel Heart – Édition standard | Rebel Heart – Édition standard                | Rebel Heart – Édition standard                                                                                                 | Rebel Heart – Édition standard                             | Rebel Heart – Édition standard | Rebel Heart – Édition standard | Rebel Heart – Édition standard | Rebel Heart – Édition standard | Rebel Heart – Édition standard | Rebel Heart – Édition standard |
| No                             | Titre                                         | Auteur | Producteur(s)                                              | Durée                          |                                |                                |                                |                                |                                |
| ------------------------------ | --------------------------------------------- | --- | ---------------------------------------------------------- | ------------------------------ | ------------------------------ | ------------------------------ | ------------------------------ | ------------------------------ | ------------------------------ |
| 1.                             | Living for Love                               | Madonna Ciccone, Thomas Wesley Pentz, Maureen McDonald, Tobias Gad, Ariel Rechtshaid                                           | Madonna, Diplo, Rechtshaid                                 | 3:39                           |                                |                                |                                |                                |                                |
| 2.                             | Devil Pray                                    | Ciccone, Tim Bergling, Arash Pournouri, Carl Falk, Rami Yacoub, Savan Kotecha, Dacoury Natche, Michael Tucker                  | Madonna, Avicii, DJ Dahi, Blood Diamonds                   | 4:05                           |                                |                                |                                |                                |                                |
| 3.                             | Ghosttown                                     | Ciccone, Jason Evigan, Sean Douglas, Evan Bogart                                                                               | Madonna, Billboard, Evigan                                 | 4:08                           |                                |                                |                                |                                |                                |
| 4.                             | Unapologetic Bitch                            | Ciccone, Pentz, Shelco Garcia, Bryan Orellana, McDonald, Gad                                                                   | Madonna, Shelco Garcia & Teenwolf, Diplo, Rechtshaid       | 3:50                           |                                |                                |                                |                                |                                |
| 5.                             | Illuminati                                    | Ciccone, Gad, McDonald, Larry Griffin Jr., Mike Dean, Kanye West, Sidney Brown                                                 | Madonna, Kanye West, Dean, Heat*, Travis Scott**           | 3:43                           |                                |                                |                                |                                |                                |
| 6.                             | Bitch I'm Madonna (en duo avec Nicki Minaj)   | Ciccone, Pentz, Rechtshaid, McDonald, Gad, Onika Maraj, Sophie                                                                 | Madonna, Diplo                                             | 3:47                           |                                |                                |                                |                                |                                |
| 7.                             | Hold Tight                                    | Ciccone, Pentz, McDonald, Gad, Rechtshaid, Uzoechi Emenike, Philip Meckseper                                                   | Madonna                                                    | 3:37                           |                                |                                |                                |                                |                                |
| 8.                             | Joan of Arc                                   | Ciccone, Gad, McDonald, Griffin                                                                                                | Madonna, Gad, Josh Cumbee, AFSHeeN                         | 4:01                           |                                |                                |                                |                                |                                |
| 9.                             | Iconic (avec Chance The Rapper et Mike Tyson) | Ciccone, Gad, McDonald, Griffin, Chancelor Bennett, Natche, Tucker                                                             | Madonna, Gad, Cumbee, AFSHeeN, DJ Dahi**, Blood Diamonds** | 4:33                           |                                |                                |                                |                                |                                |
| 10.                            | HeartBreakCity                                | Ciccone, Bergling, Pournouri, Tobias Jimson, Michel Flygare, Paloma Stoecker, Salem Al Fakir, Magnus Lidehäll, Vincent Pontare | Madonna, Avicii, Fakir, Lidehäll, Pontare, Astma & Rocwell | 3:33                           |                                |                                |                                |                                |                                |
| 11.                            | Body Shop                                     | Ciccone, Gad, McDonald, Griffin, Natche, Tucker                                                                                | Madonna, DJ Dahi, Blood Diamonds, Gad                      | 3:39                           |                                |                                |                                |                                |                                |
| 12.                            | Holy Water                                    | Ciccone, Martin Kierszenbaum, Natalia Cappuccini, Dean, West, Brown                                                            | Madonna, Dean, West, Heat*                                 | 4:09                           |                                |                                |                                |                                |                                |
| 13.                            | Inside Out                                    | Ciccone, Evigan, Douglas, Bogart, Dean                                                                                         | Madonna, Dean                                              | 4:23                           |                                |                                |                                |                                |                                |
| 14.                            | Wash All Over Me                              | Ciccone, Bergling, Pournouri, Fakir, Lidehäll, Pontare, Dean, West, Brown                                                      | Madonna, Avicii, Dean, West, Heat*                         | 4:00                           |                                |                                |                                |                                |                                |
| 55:06                          |                                               | |                                                            |                                |                                |                                |                                |                                |                                |

| 15. | Auto-Tune Baby | Ciccone, Pentz, Dean, West, Brown | Madonna, West, Heat* |  |

| Rebel Heart – Édition deluxe | Rebel Heart – Édition deluxe     | Rebel Heart – Édition deluxe                                | Rebel Heart – Édition deluxe              | Rebel Heart – Édition deluxe | Rebel Heart – Édition deluxe | Rebel Heart – Édition deluxe | Rebel Heart – Édition deluxe | Rebel Heart – Édition deluxe | Rebel Heart – Édition deluxe |
| No                           | Titre                            | Auteur                                                      | Producteurs                               | Durée                        |                              |                              |                              |                              |                              |
| ---------------------------- | -------------------------------- | ----------------------------------------------------------- | ----------------------------------------- | ---------------------------- | ---------------------------- | ---------------------------- | ---------------------------- | ---------------------------- | ---------------------------- |
| 15.                          | Best Night                       | Ciccone, Pentz, McDonald, Gad, James Napier, Andrew Swanson | Madonna, Diplo                            | 3:33                         |                              |                              |                              |                              |                              |
| 16.                          | Veni Vidi Vici (en duo avec Nas) | Ciccone, Pentz, Rechtshaid, McDonald, Gad, Nasir Jones      | Madonna, Diplo                            | 4:39                         |                              |                              |                              |                              |                              |
| 17.                          | S.E.X.                           | Ciccone, Gad, McDonald, Griffin, Dean, West, Brown          | Madonna, West, Heat, Dean                 | 4:11                         |                              |                              |                              |                              |                              |
| 18.                          | Messiah                          | Ciccone, Bergling, Pournouri, Fakir, Lidehäll, Pontare      | Madonna, Avicii, Fakir, Lidehäll, Pontare | 3:22                         |                              |                              |                              |                              |                              |
| 19.                          | Rebel Heart                      | Ciccone, Bergling, Pournouri, Fakir, Lidehäll, Pontare      | Madonna, Avicii, Fakir, Lidehäll, Pontare | 3:21                         |                              |                              |                              |                              |                              |
| 74:15                        |                                  |                                                             |                                           |                              |                              |                              |                              |                              |                              |

| 20. | Auto-Tune Baby | Madonna, Pentz, Dean, West, Brown | Madonna, West, Heat* |  |

| 20. | Living for Love (THRILL Remix)           |  |  |  |
| 21. | Living for Love (Offer Nissim Dub Remix) |  |  |  |

| 1. | Beautiful Scars                                    | Ciccone, Rick Nowels, Natche, Tucker                                | Madonna, DJ Dahi, Blood Diamonds               |  |
| 2. | Borrowed Time                                      | Madonna, Bergling, Pournouri, Falk, Yacoub, Kotecha, Natche, Tucker | Madonna, Avicii, Falk, DJ Dahi, Blood Diamonds |  |
| 3. | Addicted                                           | Ciccone, Bergling, Pournouri, Falk, Yacoub, Kotecha                 | Madonna, Avicii, Falk                          |  |
| 4. | Graffiti Heart                                     | Madonna, McDonald, Gad, Griffin                                     | Madonna, Gad, Cumbee, AFSHeeN                  |  |
| 5. | Living for Love (Paulo & Jackinsky Full Vocal Mix) |                                                                     |                                                |  |
| 6. | Living for Love (Funk Generation & H3drush Remix)  |                                                                     |                                                |  |

Notes
- "*" signifie "coproducteur".
- "**" signifie "producteur additionnel".
- HeartBreakCity contient un sample de la chanson They Don't Care About Us de Michael Jackson.
- Holy Water contient un sample de Vogue de Madonna.
- Best Night contient un sample de Justify My Love de Madonna.
- Veni Vidi Vici contient un sample de Ray of Light et Holiday de Madonna.
- Auto-Tune Baby est construite à partir du titre Baby de Major Lazer et de Rock Me, une maquette enregistrée lors des sessions de l'album American Life.

## Crédits et personnel
| Interprètes - Madonna – voix principale - Salem Al Fakir - chœurs - Annie du London Community Gospel Choir – chœurs - Chance the Rapper - vocaliste - Dacoury Natche - chœurs - Jason Evigan - chœurs - Toby Gad - chœurs - The London Community Gospel Choir - Nicki Minaj – vocaliste - MNEK - chœurs - MoZella - chœurs - Nas - vocaliste - Vincent Pontare - chœurs - Santell - chœurs - Mike Tyson - vocaliste Musiciens - Salem Al Fakir - guitare, tambours, piano - Avicii - clavier, programmation - Alicia Keys – piano (piste 1) - Mike Dean - guitare, clavier, programmation des percussions, keybass - Carl Falk - guitare, clavier, programmation - Toby Gad - guitare, programmation - Abel Korzeniowski - violoncelle électrique, direction d'orchestre - Stephen Kozmeniuk - programmation - L.A. Orchestra - Lee Levin - programmation - Joacim Ottebjork - basse - Ariel Rechtshaid - direction de chœur - Dan Warner - guitare | Personnel technique - Madonna - productrice - Avicii – producteur - Billboard – producteur - Blood Diamonds – producteur - Demacio Castellon - mixeur, ingénieur du son - Josh Cumbee & AFSHeeN - producteurs - Mike Dean – producteur, mixeur - Aubry Delaine - ingénieur du son - DJ Dahi – producteur - Diplo – producteur - Jason Evigan - producteur - Carl Falk – producteur - Tody Gad - producteur - Noah Goldtsein - mixeur, ingénieur du son - Charlie Heat – producteur - Nick Rowe - ingénieur du son - Travis Scott - producteur additionnel - Angie Teo - mixeuse - Kanye West – producteur |

## Certifications
| Pays          | Certification | Ventes certifiées |
| ------------- | ------------- | ----------------- |
| France (SNEP) | Platine       | 50 000            |

## Historique de sortie
| Pays           | Date(s)          | Format(s)                                            | Label(s)                                   |
| -------------- | ---------------- | ---------------------------------------------------- | ------------------------------------------ |
| Royaume-Uni    | 20 décembre 2014 | Numérique (précommande sur iTunes avec six chansons) | Interscope, Boy Toy, Live Nation Worldwide |
| Reste du monde | 20 décembre 2014 | Numérique (précommande sur iTunes avec six chansons) | Interscope, Boy Toy, Live Nation Worldwide |
| Australie      | 6 mars 2015•     | CD (édition deluxe)                                  | Interscope, Boy Toy, Live Nation Worldwide |
| Suède          | 9 mars 2015      | CD (éditions standard et deluxe)                     | Interscope, Boy Toy, Live Nation Worldwide |
| Royaume-Uni    | 9 mars 2015      | CD (éditions standard et deluxe)                     | Interscope, Boy Toy, Live Nation Worldwide |
| États-Unis     | 10 mars 2015     | CD, vinyle                                           | Interscope, Boy Toy, Live Nation Worldwide |
| Reste du monde | 10 mars 2015     | Numérique                                            | Interscope, Boy Toy, Live Nation Worldwide |
| Japon          | 11 mars 2015     | CD                                                   | Interscope, Boy Toy, Live Nation Worldwide |

•À noter que les trois éditions et le double LP étaient disponibles dès le vendredi 6 mars 2015 en France.

## Nombre de vues des clips sur Youtube
| Titre             | Date de mise en ligne | Nombre de vues                                                                     |
| ----------------- | --------------------- | ---------------------------------------------------------------------------------- |
| Living For Love   | 6 février 2015        | 38 millions                                                                        |
| Ghosttown         | 8 avril 2015          | 47 millions                                                                        |
| Bitch I'm Madonna | 18 juin 2015          | 366 millions (c'est le troisième clip de Madonna le plus vu sur YouTube à ce jour) |